# Andrés Rébori
Andrés Rébori (Formosa, años 1910) es un político argentino.
Formoseño nativo, se radicó en la ciudad de Clorinda allá por el año 1934, donde fue protagonista en distintas actividades del quehacer comunitario.
En 1937 fundó el primer periódico clorindense, el decenario Principios y fue animador de la Unión Vecinal de Fomento Municipal, asociación que tuvo por objetivo lograr la categoría de la ciudad de Clorinda, en esa época sólo Comisión de Fomento. Se contó que los fundadores del Club Argentinos del Norte en 1938, del Círculo Social en 1942; cofundador de la biblioteca cultural-católica José Manuel Estrada; de la Cámara de Comercio; de la Liga de Fútbol; del Club de Leones en 1967 y es, desde 1956, corresponsal en Clorinda del diario La Nación (Buenos Aires).
En su actividad política, su quehacer fue también prolífico. En 1942 fundó el Comité Clorida de la Unión Cívica Radical, partido al que se afiliara en 1927, en Formosa, donde también ocupara diferentes cargos en distintos períodos.
Dividido el partido radical en octubre de 1956, Rébori se integró a la UCRI (Unión Cívica Radical Intransigente, de Arturo Frondizi) donde también desempeñó distintos cargos.
En 1957 fue elegido Convencional Constituyente provincial y tuvo una actividad política intensa entre 1958 y 1962, periodo en el cual integró la Legislatura provincial, ocupando el cargo de Vicepresidente y Presidente de la misma. 